# Museo Ferroviario de Ambérieu-en-Bugey
El Museo Ferroviario de Ambérieu-en-Bugey (en francés: Musée du cheminot d'Ambérieu-en-Bugey) presenta una retrospectiva en una superficie de 950 m² de las condiciones de vida y de trabajo de los ferroviarios en una ciudad cuyo desarrollo está vinculado a la historia del ferrocarril.

## Historia
Creado en 1987 tras la reunión de varios entusiastas de la historia local, se encuentra desde 1988 en un edificio municipal.
El museo, todavía dirigido exclusivamente por voluntarios, cumplió 25 años el 27 de octubre de 2012.

## Frecuencia
Dependiendo del año, el número de visitantes es de entre 3000 y 4000.

## Exposiciones

### Colecciones permanentes

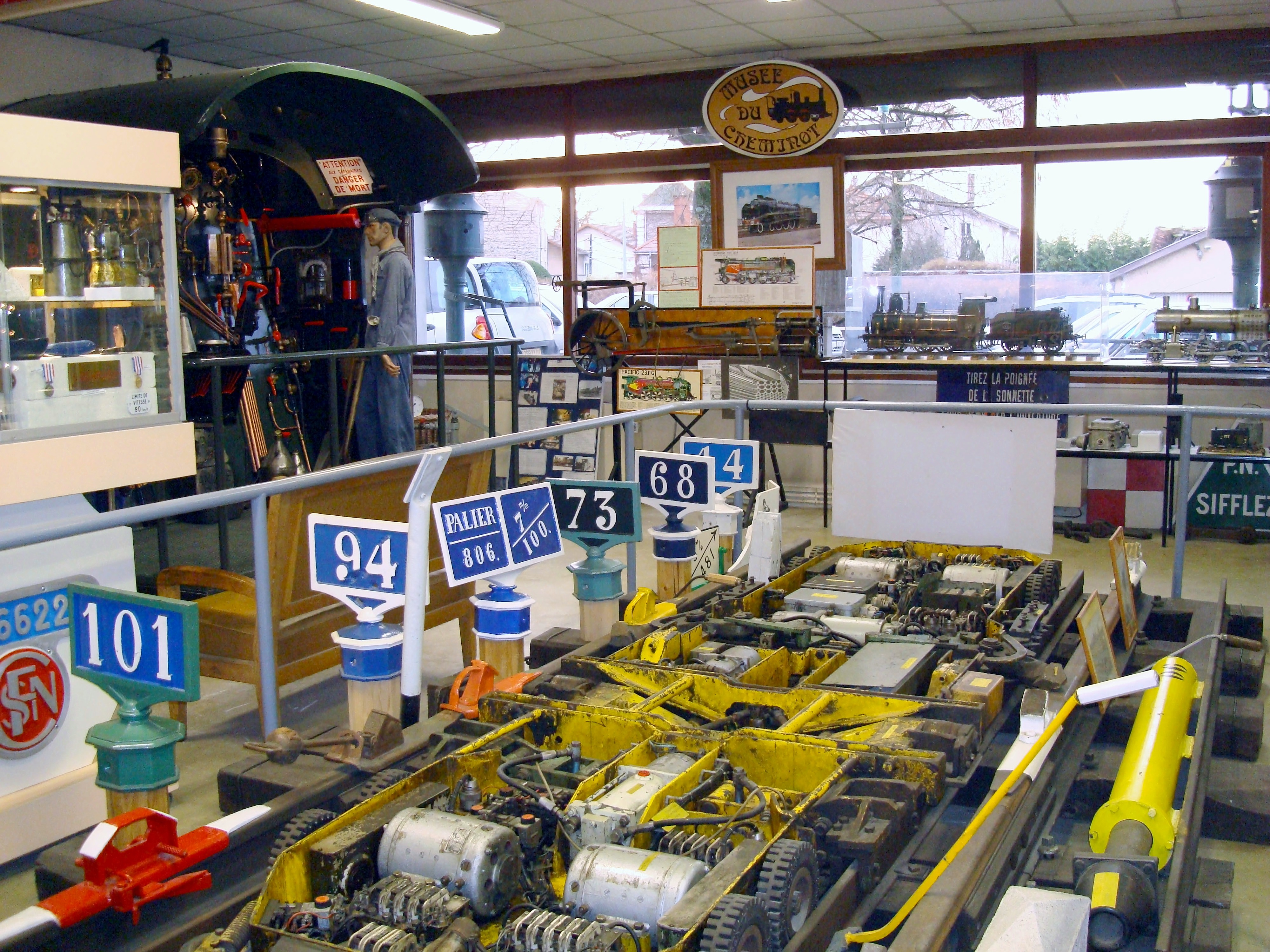
Vista de la planta baja del museo.

Se exhibe reconstrucciones fieles y se exponen todos los objetos y lugares que formaban parte de la vida cotidiana de los trabajadores del ferrocarril, como:
- en la planta baja: Modelos de locomotoras y numerosos objetos de la época de los trenes de vapor, dos cabinas de conducción de locomotoras de vapor reconstruidas, la sala de lámparas, la caseta de las vías, el taller de aprendices, la fragua, varios pupitres de conducción de locomotoras eléctricas o diésel y una consola de TGV, con la reconstitución de ciertas funciones, el enclavamiento de señales, las numerosas herramientas de mantenimiento y los diferentes tipos de vías construidas desde el origen de los ferrocarriles, los prototipos de los carros eléctricos instalados en Ambérieu para frenar los vagones en el control de la estación de triaje (FMA).
- En el primer piso: la oficina del jefe de estación de los años 1950, el refectorio, el dormitorio, la oficina del doctor, una gran colección de linternas de ferrocarril, una vitrina sobre la Resistencia en los ferrocarriles y numerosas vitrinas que albergan colecciones de objetos que datan de la Compagnie des chemins de fer de Paris à Lyon et à la Méditerranée (Compañía de Ferrocarriles de París a Lyon y al Mediterráneo) PLM así como maquetas de colección.[4]

### Exposiciones temporales
El museo organiza exposiciones temporales en sus instalaciones, antigua cooperativa de PLM en Ambérieu.

### Archivos preservados
El museo también es un depósito de archivos del patrimonio ferroviario, en particular: la colección del PLM (1850-1975), que incluye una amplia documentación sobre los períodos del PLM y la SNCF del depósito y la estación de Ambérieu-en-Bugey con planos y fotos, una colección de archivos orales realizada en 1981, del servicio de tracción de la SNCF.